# Axin
Axin (von engl.: axis inhibition protein) heißen zwei paraloge Proteine in Tieren, die unentbehrlich für die korrekte Entwicklung des Embryos sind. Im erwachsenen Tier sind sie an der Regulation des Wnt-Signalwegs beteiligt und Axin-1 wirkt als Tumorsuppressor. Während Axin-1 in allen Zelltypen exprimiert wird, produziert nur das menschliche Gehirn und die Lymphoblasten Axin-2. Mutationen im AXIN1-Gen können zu Leberzellkarzinom führen.

## Axin im WNT-Signalweg
In der normalen Zelle bilden Axin 1 und 2 mit APC und GSK-3 β, CK1α und β-Catenin einen Komplex (Destruction Complex), wodurch β-Catenin durch β-TRCP ubiquitiniert wird und somit durch das sogenannte Proteasom abgebaut werden kann. Dieser Komplex wird auf Grund einer Dimerisierung der Membranrezeptoren Frizzled und LPR durch den extrazellulären Faktor WNT gebildet. Durch den Abbau von β-Catenin bleibt dessen Konzentration im Cytosol gering, wodurch im Zellkern die Genexpression von bestimmten Genen blockiert wird. Im Falle einer Mutation eines Axin-Gens kann jedoch der Destruction Complex nicht gebildet werden, was zu einer Blockierung des β-Catenin-Abbaus führt, wodurch die intrazelluläre Konzentration von β-Catenin steigt. Im Zellkern bindet β-Catenin dann an den Protein-Komplex TCF/LEF, wodurch die Expression vieler Zielgene, darunter c-Myc und Cyclin D1 ausgelöst wird. Die beiden Proteine c-Myc und Cyclin D1 sind wichtige Protoonkogene und somit an der Entstehung einer Reihe von Tumoren beteiligt. Durch Mutation eines oder beider Axin-Gene wird also eine Kaskade von Prozessen ausgelöst, die zu einer erhöhten Proliferationsrate und somit zu Krebs führen können.

## Axin im TGF-β-Signalweg
Im TGF-β-Signalweg aktiviert Axin die Phosphorylierung von SMAD3, wodurch eine Kaskade von Prozessen ausgelöst wird. SMAD3 wirkt zusammen mit anderen Proteinen als Transkriptionsfaktor, was letzten Endes zu einem Stopp des Zellzyklus und zur Apoptose führt.

## Axin im SAPK/Stress-Signalweg
Im SAPK/Stress-Signalweg aktiviert Axin die Kinase MEKK1, die wiederum SAPK phosphoryliert, was letztendlich zur Apoptose der Zelle führt.

## Weiterführende Literatur
- Molekulare Onkologie (2009) Christoph Wagener, Oliver Müller; Georg Thieme Verlag